# 九三站
九三站是位于中华人民共和国黑龙江省黑河市嫩江市双山镇的一个铁路车站，建于1936年，有富西铁路经过该站，现办理客货运业务，车站及其上下行区间均未电气化。车站距离富裕站143公里，隶属哈尔滨局集团齐齐哈尔车务段，是三等站。
该车站原名八洲站、双山站，2006年6月2日更名为九三站，其名源于当地的黑龙江农垦九三管理局。